# Gangnihessou
Gangnihessou var den förste av de traditionella "tolv kungarna i Dahomey".
Gangnihessou kan ha regerat omkring 1620. Hans symboler var hanen hos Gangnihessoufågeln (fågeln var en rebus som syftade på hans namn), en trumma och kast- och jaktvapen. 
Hans historiska verklighetsgrund som kung är inte fullständigt klargjord. Han kan helt enkelt ha varit en inflytelserik ledare som använde sina rådgivares makt till att styra genom sin yngre bror Dakodonou som är mer historiskt säkerställd som kung.